# إبراهام معيمران
إبراهام معيمران أو إبراهام ميمران تاجر ودبلوماسي يهودي مغربي، عينه السلطان المولى إسماعيل سفيرا لدى الأمم الأوروبية، وخلف والده يوسف معيمران في منصب شيخ اليهود وكمستشار للسلطان بين 1683 - 1722م. لعب دورا كبيرا في علاقات المغرب مع فرنسا والبرتغال وهولندا. تخصصت عائلة معيمران في التجارة مع فرنسا، بينما تخصص آل طوليدانو بالتجارة مع هولندا وآل بن عطار مع إنجلترا وجبل طارق. قتل بعد أن تم تسميمه من قبل منافسيه في القصر.